# Крымский фронт

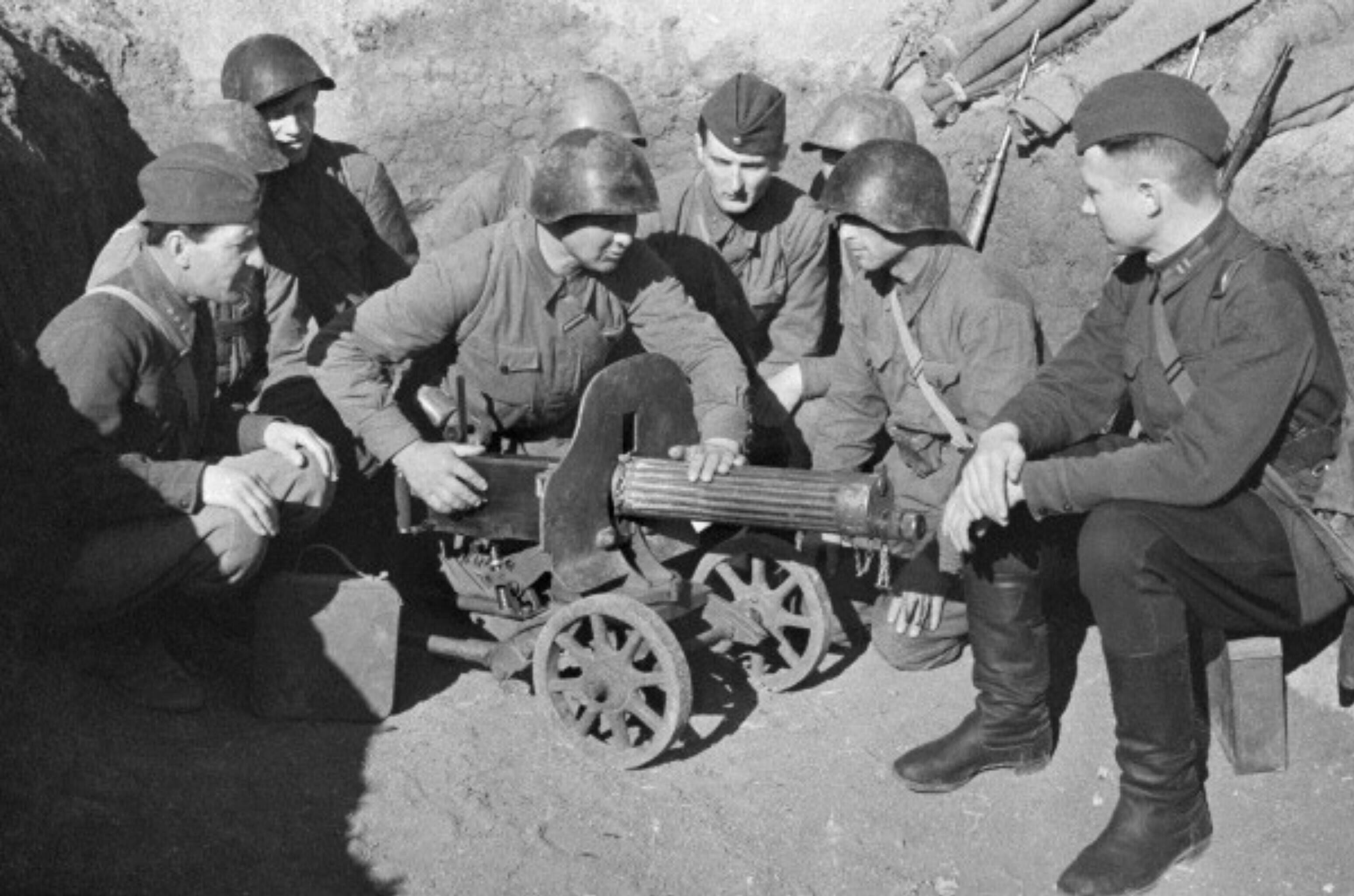
Бригадный комиссар В. С. Веселов (справа) обучает бойцов. Крымский фронт, апрель 1942 года.

Крымский фронт — формирование (объединение, фронт) РККА ВС Союза ССР, во время Великой Отечественной войны зимой-весной 1942 года в Крыму на Керченском полуострове.

## История
После относительно успешной высадки продвижение советских войск было крайне медленным. Немцы наоборот, ускоренно подтягивали войска из-под Севастополя, свернув второй штурм. 18 января 1942 они контрударом частей 132-й пехотной дивизии и  170-й пехотной дивизии вернули Феодосию. Утеря первоклассного порта сразу ухудшала снабжение сил высадки. Через два дня после прибытия Л. З. Мехлис отправил И. В. Сталину телеграмму следующего содержания:

Прилетели в Керчь 20.01.42 г. Застали самую неприглядную картину организации управления войсками… Комфронта Козлов не знает положения частей на фронте, их состояния, а также группировки противника. Ни по одной дивизии нет данных о численном составе людей, наличии артиллерии и минометов. Козлов оставляет впечатление растерявшегося и неуверенного в своих действиях командира. Никто из руководящих работников фронта с момента занятия Керченского полуострова в войсках не был…

Л. З. Мехлис практически сразу после прибытия поставил перед Ставкой вопрос о выделении фронта из Кавказского в самостоятельный Крымский что было здравой идеей. Более того, он поставил вопрос о переносе управления войсками Крымского фронта на Керченский полуостров: штаб Кавказского фронта находился в Тбилиси и из-за столь серьёзного удаления от мест боёв просто не успевал оперативно реагировать на быстро изменяющуюся обстановку.
Крымский фронт был образован 28 января 1942 года путём разделения Кавказского фронта и включением в него армий, которые находились на Керченском и Таманском полуостровах, а также в районе Краснодара. Кроме того, в оперативном подчинении находились другие силы.
Крымскому фронту поставили задачу помогать войскам Севастопольского оборонительного района, нанести удар на Карасубазар (Белогорск) и создать угрозу выхода в тыл войск противника, блокировавших Севастополь.
Э. фон Манштейн в своих мемуарах указывал на сильнейший кризис немецкой обороны в первых числах января 1942 года и при этом за противника как самые эффективные действия Красной армии он оценивал удар на Джанкой. 
В период 27 февраля — 13 апреля 1942 года войска Крымского фронта трижды переходили в наступление, но значительных результатов не достигли. После незначительного продвижения они вынуждены были перейти к обороне.
С 21 апреля 1942 года Крымский фронт вошёл в состав войск Северо-Кавказского направления.
Черноморский флот, Азовская военная флотилия, Севастопольский оборонительный район и Северо-Кавказский военный округ выведены из подчинения командующего войсками фронта.
8 мая 11-я немецкая армия перешла в наступление на Керченском полуострове и 16 мая овладела Керчью, а к 20 мая пали последние узлы сопротивления на земле  металлургический завод имени Войкова в Керчи, посёлок Еникале и село Опасное. Войска Крымского фронта вынуждены были эвакуироваться на Таманский полуостров. Некоторые части соединения не смогли покинуть Крым, заняли Аджимушкайские каменоломни, около 10 000 военнослужащих укрылись в Больших (Центральных) катакомбах, и 3000 в Малых (Еврейских) катакомбах и до конца октября 1942 года вели борьбу с противником, не имея запасов пищи, воды, медикаментов, оружия и боеприпасов.
На Таманский полуостров удалось эвакуировать около 140 000 человек, 157 самолётов, 22 орудия и 29 установок «катюша».
Поражение фронта тяжело отразилось на судьбе осаждённого Севастополя и облегчило вооружённым силам Германии (вермахту) и их союзникам летнее наступление на Кавказ.
19 мая 1942 года Крымский фронт был расформирован, а его войска переданы Северо-Кавказскому фронту.

## Последствия
4 июня 1942 года вышла директива Ставки ВГК № 155452 «О причинах поражения Крымского фронта в Керченской операции». В ней указывалось на «непонимание природы современной войны» командованием Крымского фронта и его армиями и выдвигались обвинения в «бюрократическом и бумажном методе руководства».
В этом же документе были сделаны и организационные выводы:
- Представитель Ставки ВГК армейский комиссар 1-го ранга Л. З. Мехлис был снят с постов заместителя наркома обороны СССР и начальника Главного политуправления Красной Армии и понижен в звании до корпусного комиссара.
- Генерал-лейтенант Д. Т. Козлов был снят с поста командующего фронтом и понижен в звании до генерал-майора.
- Дивизионный комиссар Ф. А. Шаманин снят с поста члена Военного совета фронта и понижен в звании до бригадного комиссара.
- Генерал-майор П. П. Вечный снят с должности начальника штаба фронта.
- Генерал-лейтенант С. И. Черняк и генерал-майор К. С. Колганов были сняты с постов командующих уже не существующими армиями и понижены в звании до полковников.
- Генерал-майор Е. М. Николаенко был снят с поста командующего ВВС фронта и понижен в звании до полковника.[3]

Писатель, а на момент событий военный корреспондент К. Симонова, посетившего Крымский фронт за два месяца до трагедии, позднее писал:

Войск было повсюду вблизи передовой так много, что само их количество как-то ослабляло чувство бдительности. Никто не укреплялся, никто не рыл окопов. Не только на передовой, на линии фронта, но и в тылу ничего не предпринималось на случай возможных активных действий противника...
... Неудачное наступление, свидетелем которого я тогда оказался, было прямым преддверием всего дальнейшего. И во время февральской неудачи, и во время майского поражения Мехлис, действовавший на Крымском фронте в качестве уполномоченного Ставки и державший себя там как личный представитель Сталина, подмял под себя образованного, но безвольного командующего фронтом и всем руководил сам. Руководил, как может это делать человек лично фанатично храбрый, в военном отношении малокомпетентный, а по натуре сильный и не считающийся ни с чьим мнением. Мне рассказывали, что, когда после катастрофы в Крыму Мехлис явился с докладом к Сталину, тот не пожелал слушать его, сказал только одну фразу: «Будьте вы прокляты!» — и вышел из кабинета. Я поверил в этот рассказ, во всяком случае, в его психологическую возможность.

## Состав
- управление;
- 44-я армия;
- 47-я армия;
- 51-я армия;
- ВВС Кавказского фронта.

В оперативном подчинении:
- Севастопольский оборонительный район;
- Черноморский флот;
- Азовская военная флотилия;
- Керченская военно-морская база;
- Северо-Кавказский военный округ.

## Командование

Командующий фронтом Д. Т. Козлов
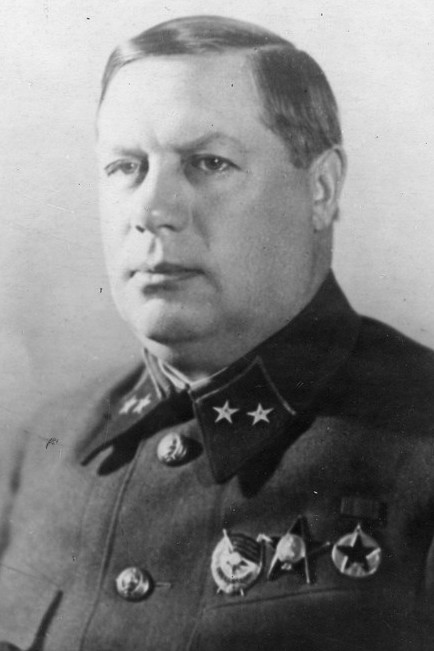
Начальник штаба (28 января — 10 марта 1942) Толбухин Ф. И.
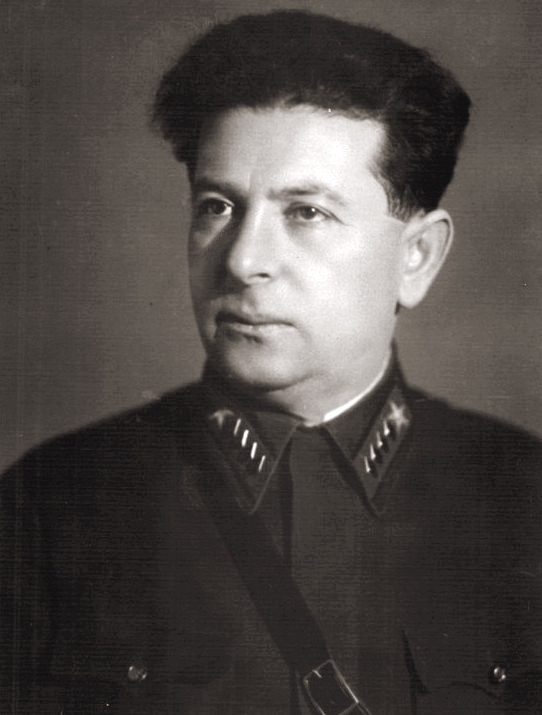
Представитель Ставки ВГК Л. З. Мехлис

Командующий
- Генерал-лейтенант Козлов Д. Т. (28 января - 19 мая 1942).

Член Военного совета
- Дивизионный комиссар Шаманин Ф. А. (28 января - 19 мая 1942).

Начальники штаба
- Генерал-майор Толбухин Ф. И. (28 января — 10 марта 1942),
- Генерал-майор Вечный П. П. (10 марта — 19 мая 1942).

Начальники артиллерии фронта
- Генерал-майор артиллерии Бушуев В. О.[5]

Командующий ВВС фронта
- Генерал-майор авиации Е.М. Николаенко (февраль 1942 — 4 июня 1942)

Командующие БТ и МВ фронта
- Генерал-майор танковых войск Павелкин М. И. (28 января — 30 марта 1942),
- Генерал-майор танковых войск Вольский В. Т. (4 — 19 мая 1942).

Представитель Ставки ВГК армейский комиссар 1-го ранга Л. З. Мехлис

## Политическая работа
Выходила газета «Боевая крымская» Редактор — полковник Березин Даниил Семенович (1906—?)
Поэт И. Л. Сельвинский, на тот момент батальонный комиссар, сочинил песню фронта. Вот как он описывает эту историю: «27.04.1942 Песня моя «Боевая крымская» вдруг неожиданно принесла мне большую удачу: композитор Родин писал музыку на слова Вл. Соловьева, но вдруг певец Лапшин (бас) увидел в газете мою песню и убедил своего друга «переменить установку»… Мехлис вызвал нас к себе и, выслушав песню, поздравил меня с большой удачей. Тут же было объявлено всем присутствующим дивизионным, бригадным и полковым (комиссарам), чтобы немедленно был созван семинар запевал для разучивания песни и внедрения ее в массы. Певцу Лапшину дано задание ездить по частям и передавать ее певцам с голоса. Кроме того, будут выпущены листовки, которые будут брошены партизанам.
В кандалах Германии  
Под горниста рев
Слышатся рыдания
Крымских городов…
Что же нам, товарищи,
Думать да гадать?
Нашей ли да ярости
Гада не прижать?
Бей, родная, близкая,
Как своя семья,
Боевая Крымская
Армия моя!
Вон уже за кровлями
Блеск и синева.
Ну-ка, братцы кровные,
Битвы сыновья!
Кто из вас уродину
Выбить не готов?
Воротить на родину
Море и орлов?
Бей, родная, близкая,
Как своя семья,
Боевая Крымская
Армия моя!
Боевая Крымская,
По врагу — огонь!
В бой кавалерийская
Лава-ветрогон!
Самолеты — соколы,
В бреющий полет!
Штыковая стойкая
Линия — вперед!
Бей, родная, близкая,
Как своя семья,
Боевая Крымская
Армия моя!